# Малиново-Благова
Малиново-Благова (словац. Malinovo-Blahová) — канал; впадає в Малий Дунай, протікає в округах Дунайська Стреда і Сенець.
Довжина приблизно 24.3 км. Витік знаходиться в Дунайській рівнині. Відділяються канал Томашов-Легниці і Клатовський канал. 
Протікає територією сіл Малиново; Томашов; Яніки; Злате Класи; Чакани; Ченковце; Нови Жівот; Беллова Весь; Благова і  Потуоньське Луки.